# Vatovavy-Fitovinany
Vatovavy-Fitovinany is een regio in het zuidoosten van Madagaskar. De regio heeft een oppervlakte van 26.391 km² en de regio heeft 1.342.135 inwoners. De regio grenst in het noorden aan Atsinanana, in het westen aan Atsinanana en Haute Matsiatra en in het zuiden aan  Atsimo-Atsinanana. De hoofdstad van de regio is Manakara.

## Districten
De regio is verdeeld in zes districten:
- Ifanadiana
- Ikongo
- Manakara
- Mananjary
- Nosy Varika
- Vohipeno

## Nationale park
- Nationaal park Ranomafana